# Aecidium microstomum
Aecidium microstomum är en svampart som beskrevs av Berk. 1872. Aecidium microstomum ingår i släktet Aecidium, ordningen Pucciniales, klassen Pucciniomycetes, divisionen basidiesvampar och riket svampar.   Inga underarter finns listade i Catalogue of Life.